# Хурадо, Себастьян
Себастья́н Хура́до Ро́ка (исп. Sebastián Jurado Roca; 28 сентября 1997, Веракрус, Мексика) — мексиканский футболист, вратарь клуба «Крус Асуль». Бронзовый призёр Олимпийских игр 2020 года в Токио.

## Клубная карьера

### «Веракрус»
Хурадо родился в мексикансом городе Веракрус, где в 2013 году присоединился к местной команде с одноимённым названием.
В профессиональном футболе Себастьян дебютировал 12 сентября 2017 года в матче Кубка Мексики против клуба «Оахака», тот матч «Веракрус» выиграл со счётом 3:1. В Чемпионате Мексики он дебютировал 9 ноября 2018 года в матче против «Керетаро» (ничья 2:2).
3 апреля 2019 года было объявлено о продлении контракта с «Веракрус» на три года. Несмотря на хорошее выступления, у него был худший средний показатель пропущенных мячей. После вылета команды из высшего дивизиона, Хурадо стал свободным агентом. В сумме он провёл 40 матче за клуб и пропустил 91 мяч.

### «Крус Асуль»
3 декабря 2019 года Хурадо официально стал игроком клуба «Крус Асуль».

## Достижения
«Крус Асуль»
- Чемпион Мексики: 2020/21